# Vožnja pod vplivom
Vožnja pod vplivom (DUI - ang. Driving under the influence) je kaznivo dejanje vožnje ali upravljanja motornega vozila, pod vplivom alkohola ali mamil in drugih psihoaktivnih snovi (vključno z drogami za rekreacijo in tistimi, ki jih predpišejo zdravniki), do stopnje, ki vozniku onemogoča varno upravljanje motornega vozila.

## Terminologija
Imenuje se tudi vožnja v oslabljenem/prizadetem stanju / vožnja v vinjenem stanju (DWI - ang. driving while intoxicated), vožnja v pijanem stanju, upravljanje v stanju alkoholiziranosti (OWI - ang. operating while intoxicated), upravljanje vozila pod vplivom alkohola ali mamil (OVI - ang. operating [a] vehicle under the influence of alcohol or drugs) v Ohiu, vožnja pod vplivom alkohola (Združeno kraljestvo / Irska), ali oslabljena/prizadeta vožnja (Kanada).
Ime kaznivega dejanja se razlikuje od jurisdikcije do jurisdikcije in od pravne do pogovorne terminologije. V Združenih državah se takšno kaznivo dejanje običajno imenuje vožnja pod vplivom, v nekaterih državah pa "vožnja v pijanem stanju" (DWI - ang. driving while intoxicated), "upravljanje v stanju prizadete sposobnosti " (OWI - ang. operating while ability impaired) ali "upravljanje z okvaro sposobnosti", "upravljanje vozila pod vplivom "(OVI - ang. operating a vehicle under the influence) itd. Takšni zakoni se lahko uporabljajo tudi za čolnarjenje ali pilotiranje zrakoplovov. Vozila lahko vključujejo kmetijske stroje in konjske vprege. Drugi pogosto uporabljeni izrazi za opis teh kaznivih dejanj vključujejo pitje in vožnjo, vožnjo pod vplivom alkohola, motnje vožnje, delovanje pod vplivom ali "preko predpisane meje".
V Združenem kraljestvu obstajata dve ločeni kaznivi dejanji glede alkohola in vožnje. Prva je "Vožnja ali poskus vožnje z odvečno količino alkohola - ang. driving or attempting to drive with excess alcohol" (pravna koda DR10), druga pa je zaradi besedila zakona o licenciranju iz leta 1872 znana kot "zadolžen za vozilo z odvečnim alkoholom - ang. in charge of a vehicle with excess alcohol" (pravna koda DR40) ali "odgovorna oseba je pijana - ang. drunk in charge". Zakon o cestnem prometu iz leta 1988 v zvezi z motornimi vozili oži prekršek vožnje (ali upravljanja) vozila in opredeljuje kot vožnjo takrat, ko je alkohol v dihu, krvi ali urinu nad predpisanimi mejami (v pogovoru se imenuje "biti preko meje "); in širše kaznivo dejanje "vožnja v neprimernem stanju zaradi pijače ali mamili" (DR20 oziroma DR80), ki se lahko uporablja tudi pri nivojih pod mejnimi vrednostmi. Ločen prekršek v zakonu iz leta 1988 velja za kolesa. Medtem ko je zakon iz leta 1872 večinoma nadomeščen, še vedno velja prekršek, da ste "pijani, ko ste na čelu ... katere koli kočije, konja, goveda ali parnega stroja"; "prevoz" včasih razlagajo tako, da vključuje skuterje.

## Definicija
Kaznivo dejanje ne vključuje le dejanske vožnje vozila, temveč lahko na splošno vključuje tudi samo fizično "nadzorovanje" avtomobila v vinjenem stanju. Na primer, osebo, ki vinjena sedi v voznikovem sedežu v avtomobilu in ima ključe avtomobila, tudi če je avtomobil parkiran, lahko obtožijo vožnje pod vplivom, ker ima nadzor nad vozilom.
Pri razlagi izrazov DUI, DWI, OWI in OVI nekatere države zato prepovedujejo vožnjo motornega vozila pod vplivom, ali vožnjo v pijanem stanju, druge pa navajajo, da je v takšnih primerih upravljanje motornega vozila nezakonito. Glede tega je v ZDA razdeljena pristojnost. Nekatere države, ki dovoljujejo izvrševanje zakonov DUI / DWI in OWI / OVI na podlagi "upravljanja in nadzora" vozila, druge pa zahtevajo dejansko "vožnjo". "Razlikovanje med tema dvema izrazoma je bistveno, saj na splošno velja, da beseda 'voziti', kot se uporablja v tovrstnih zakonih, običajno označuje premikanje vozila v neki smeri, beseda 'upravljati' pa ima širši pomen tako da ne vključuje le gibanja vozila, temveč tudi dejanja, ki vpletajo dele vozila, ki bodo samostojno ali zaporedno sprožili gibanje."  (State v. Graves (1977) 269 S.C. 356 [237 S.E.2d 584, 586-588, 586. fn. 8].
Slovar Merriam Webster (v Združenih državah Amerike) opredeljuje vožnjo pod vplivom kot "1. kaznivo dejanje vožnje vozila, kadar je voznik prizadet zaradi alkohola ali mamil; 2. aretacija ali obsodba zaradi vožnje pod vplivom; 3. oseba, ki je aretirana ali obsojena zaradi vožnje pod vplivom."
V nekaterih državah (vključno z Avstralijo in številnimi jurisdikcijami po vsej ZDA) je oseba lahko obtožena kaznivega dejanja zaradi vožnje s kolesom, rolko ali konjem v stanju alkoholiziranosti ali pod vplivom alkohola.

## Alkohol
Pri uživanju alkohola se stopnja alkoholiziranosti voznika običajno določi z merjenjem vsebnosti alkohola v krvi(ang. BAC - blood alcohol content); to pa lahko izrazimo tudi z uporabo dihalnega testa, ki ga pogosto imenujemo BrAC. Meritev BAC ali BrAC, ki presega določeno mejno vrednost, na primer 0,08%, opredeljuje kaznivo dejanje brez potrebe po dokazovanju oslabitve sposobnosti za vožnjo. V nekaterih jurisdikcijah obstaja težja kategorija kaznivega dejanja za višje ravni BAC, na primer 0,12%, 0,15% ali 0,25%. V mnogih jurisdikcijah lahko policisti opravijo terenske teste treznosti osumljencev, ter na ta način določijo alkoholiziranost. V ameriški zvezni državi Kolorado je za voznike, ki uživajo konopljo, zakonom določena najvišja dovoljena vsebnost THC v krvi, vendar se v praksi ta zakon težko izvaja. V nekaterih državah je vsebnost izmerjena v gramih na liter krvi, z 0,5 g / L (~0,05%), medtem ko drugi uporabljajo promile z 0,5 ‰ = 0,05%.

### Vsebnost alkohola v krvi
Uživanje količine alkohola, ki povzdigne koncentracijo alkohola v krvi (BAC) na 0,03–0,12%, se običajno izkaže kot rdeč videz obraza in poslabšanje presoje ter fine koordinacije mišic. BAC od 0,09% do 0,25% povzroča letargijo, sedacijo, težave z ravnotežjem in zamegljen vid. BAC od 0,18% do 0,30% povzroča globoko zmedo, oslabljen govor (npr. nejasen govor), osupljivost, omotico in bruhanje. BAC od 0,25% do 0,40% povzroča stupor, nezavest, anterogradno amnezijo, bruhanje in depresijo dihanja (kar je potencialno smrtno nevarno). BAC od 0,35% do 0,80% lahko povzroči komo (nezavest), življenjsko nevarno depresijo dihanja in morda usodno zastrupitev z alkoholom. Obstajajo številni dejavniki, ki vplivajo na to, kdaj bo vaš BAC dosegel ali presegel 0,08%, vključno s tem, koliko tehtate, časovni okvir v katerem ste pili, in če ste jedli v času uživanja alkohola. Na primer, moški, ki tehta 80 kg, lahko popije več kot ženska, ki tehta recimo 60 kg, preden preseže dovoljeno raven BAC.
Alkotest(ang. breathalyzer) je naprava za oceno BAC iz vzorca dihanja. Razvil ga je izumitelj Robert Frank Borkenstein in ga je leta 1954 registriral kot blagovno znamko, vendar mnogi uporabljajo ta izraz za označevanje katere koli generične naprave za ocenjevanje vsebnosti alkohola v krvi. S prihodom znanstvenega testa za BAC so se policijske uprave od testov treznosti na terenu (npr. osumljenca so prosili, naj stoji na eni nogi) premaknili k uporabi izmerjene več kot predpisane količine alkohola v krvi med vožnjo. Vendar to ne izključuje sočasnega obstoja in uporabe starejših subjektivnih testov, pri katerih policisti alkoholiziranost osumljenca določajo tako, da jim dajo opraviti določene naloge ali pregledajo njihove oči in reflekse. BAC je najprimerneje meriti kot preprost odstotek alkohola v krvi. Raziskave kažejo eksponentno povečanje relativnega tveganja za nesrečo z linearnim povečanjem BAC. BAC ni odvisen od nobene merske enote. V Evropi je običajno izražen kot miligrami alkohola na 100 mililitrov krvi. Vendar ker 100 mililitrov krvi tehta v bistvu enako kot 100 mililitrov vode, ki tehta natanko 100 gramov, je za vse praktične namene to enako kot preprost brezdimenzijski BAC, izmerjen v odstotkih. Meritev promilov, ki je enaka desetkratni odstotni vrednosti, se uporablja na Danskem, v Nemčiji, na Finskem, Norveškem in Švedskem.
Glede na pristojnost lahko policija BAC meri z uporabo treh metod: iz krvi, urina ali z meritvijo količine alkohola v izdihanem zraku. Za namene kazenskega pregona je najprimernejša dihalna metoda, saj so rezultati na voljo skoraj v trenutku. V preteklosti je bilo primerov kritiziranja veljavnosti preskusne opreme / metod in matematičnih razmerij za merjenje dihanja in alkohola v krvi. Nepravilno preskušanje in kalibracija opreme se pogosto uporabljata v obrambi DUI ali DWI. V Kanadi so bili primeri, ko so policisti naleteli na osumljenca, ki je bil po nesreči v nezavesti in so mu odvzeli vzorec krvi.
Vožnja med uživanjem alkohola je lahko v okviru sodne pristojnosti nezakonita. V nekaterih jurisdikcijah je nezakonito, da je odprta posoda z alkoholno pijačo v potniškem prostoru motornega vozila ali na določenem območju tega predela. Bilo je primerov, da so bili vozniki obsojeni zaradi DUI, čeprav niso bili opaženi med vožnjo, vendar jim je bilo na sodišču to naknadno dokazano.
V primeru nesreče se lahko avtomobilsko zavarovanje samodejno razglasi kot neveljavno; pijani voznik je v celoti odgovoren za škodo. V ameriškem sistemu navedba o vožnji pod vplivom povzroča tudi veliko povečanje premij.
Nemški model služi zmanjšanju števila nesreč z ugotavljanjem neprimernih voznikov in odvzemom dovoljenj, dokler se znova ne ugotovi njihova sposobnost za vožnjo. Medicinsko psihološko ocenjevanje (MPA - ang. Medical Psychological Assessment) se uporablja za oceno sposobnosti za vožnjo v prihodnosti, ima interdisciplinarni osnovni pristop in kršitelju ponuja možnost individualne rehabilitacije.
George Smith, voznik taksija v Londonu, je bil 10. septembra 1897 prvi v zgodovini obsojen za vožnjo motornega vozila v pijanem stanju na podlagi zakona iz leta 1872. Kaznovan je bil z globo 25 šilingov, kar bi leta 2019 ustrezalo 143 funtom.

### Tveganja
Vožnja pod vplivom je eden največjih dejavnikov tveganja, ki prispevajo k prometnim nesrečam. Za ljudi v Evropi med 15. in 29. letom je vožnja pod vplivom eden glavnih vzrokov smrtnosti. Po podatkih Nacionalne uprave za varnost v cestnem prometu v ZDA (National Highway Traffic Safety Administration), zaradi nesreč povzročenih z vožnjo pod vplivom alkohola letno nastane približno 37 milijard dolarjev škode. Vožnja pod vplivom alkohola vsako leto povzročijo približno 45 milijard dolarjev škode. Med odvetniškimi honorarji, globami, sodnimi taksami, napravami za zaklepanje vžiga in pristojbinami DMV (Oddelek za motorna vozila v ZDA - ang. department of motor vehicles) bi lahko plačilo kazni za vožnjo pod vplivom alkohola lahko stalo od tisoč do deset tisoč dolarjev.
Študije kažejo, da visok BAC poveča tveganje za povzročitev prometne nesreče, medtem ko ni jasno, ali BAC 0,01–0,05% nekoliko poveča ali zmanjša tveganje.
V Evropi prometne nesreče pretežno povzroča vožnja pod vplivom alkohola ljudi med 15. in 29. letom starosti, kar je tudi eden glavnih vzrokov smrti. Po podatkih Nacionalne uprave za varnost v cestnem prometu (National Highway Traffic Safety Administration), zaradi nesreč povzročenih z vožnjo pod vplivom alkohola letno nastane približno 37 milijard dolarjev škode. Vsakih 51 minut nekdo umre v prometni nesreči, povezani z alkoholom. Pri tveganju obstaja večje razmerje med moškimi in ženskami, saj se moramo upoštevati osebnostne lastnosti, kot so nesocialnost in nagnjenost k tveganju. Več kot 7,7 milijona mladoletnih oseb, starih od 12 do 20 let, trdi, da pijejo alkohol, v povprečju pa je na vsakih 100.000 mladoletnih Američanov 1,2 umrlo v prometnih nesrečah med vožnjo pod vplivom alkohola.
V ZDA imajo južne in severne osrednje zvezne države največjo smrtnost zaradi nesreč povezanih z vožnjo pod vplivom alkohola. Študija iz leta 2019, ki je tehtala podatke o aretacijah in popisu prebivalstva s statistiko Nacionalne uprave za varnost cestnega prometa o smrtnih nesrečah, je pokazala, da je sedem od 12 zveznih držav z najvišjo stopnjo smrtnosti vožnje pod vplivom, južnih, ki jih vodijo Karoline, Mississippi, Alabama, Teksas, Louisiana in Arkansas. Toda največ smrtnih žrtev zaradi vožnje pod vplivom glede na prebivalstvo najdemo v severno-osrednji regiji, kjer sta Wyoming, Montana in Dakotas na vrhu skupne lestvice držav z najbolj akutnimi krizami.

#### Grand Rapids Dip
Nekatere študije kažejo, da bi imel BAC 0,01–0,04% manjše tveganje za trčenje v primerjavi z BAC 0%, imenovanim Grand Rapids Effect ali Grand Rapids Dip, na podlagi temeljne raziskave Borkenstein in sod. (Robert Frank Borkenstein je dobro znan po tem, da je leta 1938 izumil "pijanomer", leta 1954 pa alkotest ). Ena študija kaže, da bi BAC 0,04–0,05% nekoliko povečal tveganje.
Nekatera literatura je učinek Grand Rapidsa pripisala napačnim podatkom ali podatkom brez podpore, ter pravi da je to verjetno posledica previdnosti voznikov pri nizki ravni BAC ali "izkušenj" s pitjem alkohola. Druga pojasnila so, da je ta učinek vsaj deloma zaviralni učinek eksitotoksičnosti etanola in učinek alkohola pri bistvenem tremorju in drugih motnjah gibanja , vendar to ostaja špekulativno.
Obe vplivni študiji Borkensteina in sod. in empirični nemški podatki o devetdesetih letih prejšnjega stoletja so pokazali, da je nevarnost trkov manjša ali enaka za voznike z BAC 0,04% ali manj kot za voznike z BAC 0%. Za BAC 0,15% je tveganje 25-kratno. Omejitev 0,05% BAC v Nemčiji (od leta 1998, 0,08% od leta 1973) in omejitve mnogih drugih državah so bile določene na podlagi študije Borkenstein in sod. Raziskovalci univerze v Würzburgu so pokazali, da so bila vsa dodatna trčenja, ki jih je povzročil alkohol, posledica vsaj 0,06% BAC, 96% njih zaradi BAC nad 0,08% in 79% zaradi BAC nad 0,12%. V njihovi študiji, ki temelji na nemških podatkih iz devetdesetih let, je bil učinek alkohola pri skoraj vseh ravneh BAC večji kot pri Borkensteinu in sod.

## Ostale droge
Za voznike, za katere se sumi vožnja pod vplivom substanc, se testi za testiranje drog običajno izvajajo v znanstvenih laboratorijih, tako da so rezultati sprejemljivi kot dokaz na sojenju. Zaradi velikega števila škodljivih snovi, ki niso alkohol, so droge za namene odkrivanja razvrščene v različne kategorije. Vozniki z oslabljenimi drogami še vedno kažejo okvaro med vrsto standardiziranih poljskih testov treznosti, vendar obstajajo dodatni testi, ki pomagajo odkriti vožnjo z oslabljenimi drogami.
Program za ocenjevanje in razvrščanje zdravil je zasnovan tako, da odkrije voznika z oslabljenimi drogami in razvrsti kategorije zdravil, ki so prisotne v njegovem sistemu. Program DEC razkrije odkrivanje v dvanajst stopenjski postopek, ki ga lahko s pomočjo vladnega strokovnjaka za prepoznavanje drog (DRE) uporabi za določitev kategorije ali kategorij zdravil, za katere osumljenec prizadene. Dvanajst korakov:
1. Alkoholni test za dihanje
2. Intervju z policistom za aretacije (ki opazi nejasen govor, alkohol na dah itd.)
3. Predhodna ocena
4. Ocena oči
5. Psihomotorični testi
6. Življenjski znaki
7. Pregledi v temni sobi
8. Mišični tonus
9. Mesta injiciranja (za injiciranje heroina ali drugih drog)
10. Izpraševanje osumljenca
11. Mnenje ocenjevalca
12. Toksikološki pregled[34]

## Preizkus treznosti na terenu
Da bi poskušali ugotoviti, ali ima osumljenec okvaro, bodo policisti v ZDA običajno opravili poljske teste treznosti, da bi ugotovili, ali ima policist verjetni vzrok, da posameznika aretira zaradi suma vožnje pod vplivom (DUI).
Policist v Združenih državah mora imeti Verjeten vzrok za prijetje zaradi vožnje pod vplivom substanc. Pri ugotavljanju verjetnega vzroka za aretacijo DUI uradniki pogosto upoštevajo izvedbo standardiziranih testov treznosti na terenu. Državna uprava za varnost v cestnem prometu (NHTSA) je razvila sistem za potrjevanje poljskih testov treznosti, ki je privedel do oblikovanja skupine testov standardiziranega preizkusa treznosti na terenu (SFST). Nacionalna uprava za varnost cestnega prometa (NHTSA) je ustanovila standardno baterijo treh cestnih testov, ki jih je priporočljivo izvajati na standardiziran način pri sprejemanju te odločitve o aretaciji. Obstajajo tudi nestandardizirani testi treznosti na terenu; vendar nestandardizirani terenski testi treznosti niso prejeli potrditve NHTSA. To je razlika med "standardiziranimi" in "nestandardiziranimi" terenskimi testi treznosti. NHTSA je objavila številne priročnike za usposabljanje, povezane s SFST. Kot rezultat študij NHTSA je bil test hoje in zavoja 68-odstotno natančen pri napovedovanju, ali je preiskovanec 0,08% ali več, preskus stojala z eno nogo pa 65-odstoten napovedovanje, ali je testni subjekt 0,08% ali več, če se testi pravilno dajejo ljudem znotraj parametrov študije.
Trije potrjeni testi NHTSA so:
- Test nistagmusa vodoravnega pogleda, ki vključuje spremljanje predmeta z očmi (na primer pero ali drug dražljaj) za določitev značilne reakcije gibanja oči na dražljaj
- Preizkus hoje in obračanja (peta do pete v ravni črti). Ta test je zasnovan tako, da meri sposobnost osebe, da sledi navodilom in si zapomni vrsto korakov, medtem ko deli pozornost med fizične in duševne naloge.
- Preizkus stojala z eno nogo

Alternativni testi, ki jih NHTSA ni potrdil, vključujejo naslednje:
- Rombergov test ali test spremenjenega položaja pozornosti (stopala skupaj, glava nazaj, oči zaprte trideset sekund).
- Test prsta na nosu (konica glave nazaj, oči zaprte, konice nosu se dotaknite s konico kazalca).
- Prizkus abecede (recitirajte celotno abecedo ali njen del).
- Test štetja prstov (dotaknite se vsakega prsta roke do štetja palca z vsakim dotikom (1, 2, 3, 4, 4, 3, 2, 1)).
- Preizkus štetja (štetje nazaj od števila, ki se konča na števko, ki ni 5 ali 0, in se ustavi pri številki, ki se konča na številko, ki ni 5 ali 0. Serija števil mora biti večja od 15).
- Preliminarni preizkus alkoholiziranosti, PAS test ali PBT, (vdihnite "prenosni ali predhodni preizkuševalec dihanja", PAS test ali PBT).

V ZDA so preizkusi treznosti na terenu prostovoljni; vendar nekatere države pooblaščajo komercialne voznike, da sprejmejo predhodne teste dihanja (PBT).

### Predhodni preizkus dihanja (PBT) ali predhodni preizkus alkoholiziranosti (PAS)
Preliminarni preizkus dihanja (PBT) ali predhodni preizkus alkoholiziranosti (PAS) je včasih kategoriziran kot del „terenskega testiranja treznosti“, čeprav ni del serije testov učinkovitosti. PBT (ali PAS) uporablja prenosni tester za dihanje. Medtem ko tester zagotavlja številčne odčitke vsebnosti alkohola v krvi (BAC), je njegova primarna uporaba za pregled in ugotavljanje  verjetni vzrok za prijetje, da se sklicuje na zahteve implicitno soglasje . V ameriški zakonodaji je to potrebno za obsodbo, ki temelji na preizkusu dokazov (ali implicitni zavrnitvi soglasja). Ne glede na terminologijo, da se obdrži obsodba na podlagi dokaznih testov, "verjeten vzrok mora biti prikazan  (ali osumljenec se mora prostovoljno udeležiti preizkusa dokazov, ne da bi se zahtevalo implicitno soglasje).
Zavrnitev predhodnega preizkusa dihanja (PBT) v Michiganu nekomercialnega voznika kaznuje z "civilno kršitvijo", brez "točk" za kršitev, vendar se po splošnem zakonu o "implicitnem soglasju" ne šteje za zavrnitev.
V mnogih zveznih državah veljajo različne zahteve za voznike, ki so pod pogojem DUI, v tem primeru pa je pogoj za pogojno udeležbo na predhodnem dihalnem testu (PBT). Nekatere zvezne države ZDA, zlasti Kalifornija, imajo zakone o knjigah, ki kaznujejo zavrnitev PBT za voznike, mlajše od 21 let; vendar ustavnost teh zakonov ni preizkušen. (V praksi večina odvetnikov na področju kazenskih sankcij odsvetuje razpravo ali "upravičevanje" zavrnitve s policijo.)
Komercialni vozniki so predmet testiranja PBT v nekaterih zveznih državah ZDA kot pogoj za "pregledovanje drog".

### Preskušanje konoplje
Po nedavni legalizirani marihuani so organi pregona poiskali metodo testiranja dihanja, da bi ugotovili vsebnost THC, ki je prisoten pri posamezniku. Organi pregona se med terenskimi testi treznosti učinkovito borijo z vplivnimi vozili z orodji, kot so alkotesti. Z izjemo jedilnega pribora lahko THC alkotest izmeri, kako "visok" je lahko posameznik v tistem času. Zakonitost marihuane ne pomeni varnosti na cesti, zato so za določanje okvare voznika potrebne natančne metode. Alkotest THC bi lahko revolucionarno preizkusil treznost ob cesti za voznike, za katere obstaja sum okvare.

## Druge kazenske ovadbe
V ameriški zvezni državi Kolorado so lahko vozniki obtoženi otroške ogroženosti, če so aretirani zaradi vožnje pod vplivom z mladoletnimi otroki v vozilu.

## Toleranca alkohola pri voznikih v različnih državah
Zakoni, ki se nanašajo na vožnjo pod vplivom alkohola, se med državami ali pod nacionalnimi regijami (npr. Zveznimi državami ali provincami) razlikujejo. Vsaka država ima svoj kriterij tolerance vinjenosti voznika, kar posledično pomeni različne kazni in obsodbe.
Konkretno kaznivo dejanje lahko, odvisno od sodne pristojnosti, imenujemo "vožnja pod vplivom" [alkohola ali drugih mamil] (DUI), "vožnja pod vplivom opojnih snovi" (DUII), "vožnja z okvaro" (DWI) , "vozilo, ki deluje pod vplivom alkohola ali drugih mamil" (OVI), "deluje pod vplivom" (OUI), "deluje v vinjenem stanju" (OWI), "upravlja motorno vozilo v stanju alkoholiziranosti" (OMVI), "vozi pod kombiniranim vplivom alkohola ali drugih mamil "," vožnja pod vplivom sama po sebi "ali" pijana oseba "[vozila]. Številni takšni zakoni veljajo tudi za motociklizem, čolnarjenje, pilotiranje letal, uporabo premične kmetijske opreme, kot so traktorji in kombajni, jahanje konj ali vožnja s konjsko vprego ali kolesarjenje, po možnosti z drugačno stopnjo BAC kot vožnja. V nekaterih jurisdikcijah obstajajo ločene dajatve, odvisno od uporabljenega vozila, na primer BWI (kolesarjenje v pijanem stanju), ki ima lahko lažjo kazen.
Nekatere jurisdikcije imajo več ravni BAC za različne kategorije voznikov; na primer, država Kalifornija ima splošno mejo 0,08% BAC, spodnjo mejo 0,04% za komercialne operaterje in 0,01% za voznike, ki so mlajši od 21 let ali so na preizkusni kazni zaradi predhodnih kršitev DUI . V nekaterih jurisdikcijah bodo vozniki z okvarami, ki med vožnjo poškodujejo ali ubijejo drugo osebo, morda deležni strožjih kazni.
Nekatere jurisdikcije imajo sodne smernice, ki zahtevajo obvezno minimalno kazen.
Obsodbe DUI lahko privedejo do večletnih zapornih kazni in drugih kazni, od glob in drugih denarnih kazni do odvzema registrskih tablic in vozila. V mnogih jurisdikcijah lahko sodnik odredi tudi namestitev vžigalne blokade. Nekatere jurisdikcije zahtevajo, da vozniki, obsojeni zaradi kaznivih dejanj DUI, uporabljajo posebne registrske tablice, ki jih je mogoče zlahka ločiti od običajnih tablic. Ti krožniki so v ljudskem jeziku znani kot "krožniki za zabave"  ali "krožniki za viski".
V mnogih državah se kot del prizadevanj za odvračanje motene vožnje uporabljajo kontrolne točke treznosti (zapore policijskih avtomobilov, kjer se preverjajo vozniki), začasna odvzem vozniškega dovoljenja, denarne kazni in zaporne kazni za prekršitelje DUI. Poleg tega številne države izvajajo preventivne kampanje, ki z oglaševanjem ozaveščajo ljudi o nevarnosti vožnje z okvaro in morebitnimi globami in kazenskimi obtožbami, odvračajo od oslabljene vožnje in voznike spodbujajo, da po uporabi alkohola ali drugih mamil vozijo domov s taksiji ali javnim prevozom. V nekaterih jurisdikcijah se lahko bar ali restavracija, ki streže vozniku z okvaro, sooči s civilno odgovornostjo za poškodbe, ki jih povzroči ta voznik. V nekaterih državah neprofitne organizacije za zagovorništvo, znan primer so Matere proti vožnji pod vplivom alkohola (MADD), vodijo lastne oglaševalske kampanje proti vožnji pod vplivom alkohola.

### Argentina
V Argentini je vožnja z vozilom dovoljena, če je raven alkohola 0,03% na lokalni ali občinski cesti, ki jih nadzoruje občinsko redarstvo in 0,04%, če se vozi po poti ali avtocesti, ki jih nadzoruje državna Argentinska zvezdna patrulja. Na avtocestah in cestah države Cordoba policijo za avtoceste države Cordoba izvaja nadzor z ničelno toleranco, vožnje pod vplivom alkohola. Vse nad 0,00% je prekršek.

### Avstralija
V Avstraliji je vožnja pod vplivom alkohola kazniva, če je raven alkohola 0,05% ali več (polno dovoljenje) ali če je raven alkohola večja od 0,00% (učenec / začasno). Avstralska policija uporablja postaje za testiranje naključnega diha in vsako policijsko vozilo lahko kadar koli zaustavi katero koli vozilo, da opravi preskus naključnega diha ali drog. Ljudje, za katere je ugotovljeno, da imajo preveč alkohola ali prepovedanih snovi, jih odpeljejo na policijsko postajo ali na postajo za testiranje naključnega dihanja za nadaljnjo analizo. Tisti, ki presegajo 0,08%, bodo samodejno diskvalificirani in bodo morali na sodišču .

### Kanada
Zvezna vlada Kanade je sprejela resnico pri obsodbah zakonov, ki uveljavljajo stroge smernice o obsodbi, za razliko od prejšnje prakse, ko se je čas zapora po izdaji obsodbe zmanjšal ali zadržal.
V Kanadi je zavrnitev pihanja v napravo za testiranje alkohola v krvi, ki jo je priskrbel policist, kaznovana enako kot obtožba vožnje v pijanem stanju.
Komentar se razlikuje glede opravljanja standardiziranih testov treznosti na terenu (SFST) v Kanadi. Nekateri viri, zlasti uradni, navajajo, da so SFST obvezni , drugi pa o testiranju FST tiho. Trditev glede obvezne skladnosti s SFST temelji na "neizpolnjevanju zahteve" kot kaznivega dejanja iz § 254 (5) Kazenskega zakonika, vendar ni jasno, kako se obravnava zavrnitev SFST (pod pogojem, da se osumljenec strinja kemični test). Obstaja nekaj poročil, da lahko zavrnitev predložitve SFST povzroči enake kazni kot oslabljena vožnja.
Kljub temu ni jasno, ali je kdaj prišlo do pregona v skladu s to razlago "neizpolnjevanja zahteve", kot se uporablja za SFST. Kanadski kazenski zakonik § 254 (1) in (5) to obravnava, vendar le v zvezi s kemičnimi testi (dih, kri itd.) 

### Slovenija
Vozniško dovoljenje tistim, ki zavrnejo preizkus treznosti, se lahko trajno odvzame, njihov preklic pa ostane v evidenci za nedoločen čas. Na Evropskem sodišču za človekove pravice trenutno teče zadeva, katere cilj je razsodba, da je takšna sankcija pretirana.

### Južna Koreja
V Republiki Koreji je vožnja z vozilom kaznivo, če je raven alkohola 0,03% ali več. Policija pogosto upravlja nadzorne točke za treznost brez predhodnega obvestila in zavrnitev preizkusa treznosti je kaznivo dejanje. Vožnja pod vplivom alkohola povzroči začasno odvzem ali diskvalifikacijo vozniškega dovoljenja.

### Velika Britanija
Po britanski zakonodaji je pijan pijača pred motornim vozilom. Opredelitev je odvisna od stvari, kot so v vozilu ali v bližini vozila in dostop do sredstev za zagon motorja vozila in njegovo odpeljavo (tj. Ključe vozila).
Britanski zakoni o prometu z mamili so bili spremenjeni leta 2015. Spremembe so vključevale nov komplet za testiranje na cesti, ki je lahko zaznal prisotnost kokaina in konoplje v slini osumljenca in ničelne meje tolerance za številne prepovedane droge. Določene so bile tudi meje za nekatera zdravila na recept. Zakonodaja sicer ni končala uporabe preizkusa terenske okvare, ampak jih je naredila bolj ustrezne za določanje okvare voznika s tistimi zdravili, ki zdaj niso zajeta v novi zakonodaji ali jih ni mogoče prepoznati zaradi omejene uporabe naprave, ki so trenutno dovoljeni samo za konopljo in kokain.

### Združene Države Amerike
Po zakonodaji Združenih držav Amerike je nedovoljeno voziti motorno vozilo, kadar je to zmožno zaradi uživanja alkohola ali drugih mamil, vključno z zdravili na recept. Za stroške vožnje z oslabljeno vožnjo, ki vključujejo uživanje alkohola, je raven alkohola v krvi, pri kateri se domneva okvara, 0,08, čeprav je mogoče obsoditi zaradi oslabljene vožnje z nižjo stopnjo alkohola v krvi.
Na primer, država Kalifornija ima dva osnovna zakona o vožnji pod vplivom alkohola s skoraj enakimi kazenskimi sankcijami:
V.C. Sek. 23152 (a) - prekršek je vožnja pod vplivom alkohola ali drugih mamil.
V.C. Sek. 23152 (b) - prekršek je vožnja z 0,08% ali več alkohola v krvi.
Po prvem zakonu je lahko voznik obsojen zaradi motene vožnje zaradi nezmožnosti varnega upravljanja motornega vozila, ne glede na raven alkohola v krvi. Po drugem zakonu je samo po sebi prepovedano voziti z vsebnostjo alkohola v krvi 0,08 ali več.
Za komercialne voznike lahko BAC 0,04 povzroči zaračunavanje DUI ali DWI. V večini držav za posameznike, mlajše od 21 let, velja ničelna meja tolerance in celo majhna količina alkohola lahko privede do aretacije DUI.
V nekaterih državah je alkoholizirana oseba lahko obsojena zaradi DUI v parkiranem avtomobilu, če posameznik sedi za volanom avtomobila. V nekaterih jurisdikcijah bi lahko potnika v vozilu obtožili motene vožnje, tudi če bi spal na zadnjem sedežu na podlagi dokazov o nevarnosti, da bi potnik vozilo spravil v promet v vinjenem stanju. Nekatere države dovoljujejo obtožbo poskusa DUI, če lahko policist utemeljeno sklepa, da je obdolženec vozil vozilo v slabšem položaju.
Ponavljajoče se okrnjene vozniške kršitve ali moteni vozniški dogodki, ki povzročijo telesne poškodbe drugega, lahko povzročijo strožje kazni in lahko povzročijo obtožbo.
Številne države v ZDA so sprejele resnico pri kazenskih zakonih, ki uveljavljajo stroge smernice o kaznovanju, za razliko od prejšnje prakse, ko se je čas zapora po izdaji obsodbe zmanjšal ali zadržal.
Nekatere države dovoljujejo obsodbo zaradi oslabljene vožnje na podlagi merjenja THC, s pomočjo krvnega testa ali testiranja urina. Na primer, v Koloradu in Washingtonu lahko vožnja s koncentracijo THC v krvi nad 5 nanogramov povzroči obsodbo DUI. V Nevadi je zakonska meja THC 2 nanograma. Prav tako je možno, da je voznik obsojen zaradi oslabljene vožnje na podlagi opazovanja policista glede okvare, tudi če je voznik pod zakonsko določeno mejo. V državah, ki še niso določile ravni THC v krvi, ki bi sprožila domnevo motene vožnje, je lahko voznik podobno obsojen zaradi motene vožnje na podlagi opazovanja policista in uspešnosti drugih testov treznosti. Najnižja zakonska starost alkohola 21 let je letno rešila na stotine življenj med mladostniki, starimi 18–20 let.

#### Razširjenost
V ZDA so lokalni organi kazenskega pregona leta 1996 zaradi vožnje pod vplivom alkohola po vsej državi aretirali 1.467.300 oseb, v primerjavi z 1,9 milijona takih aretacij v največjem letu leta 1983. Leta 1997 je bilo po ocenah v zaporu ali zaporu 513.200 storilcev DWI, kar je manj kot 593.000 leta 1990 in 270.100 leta 1986. V ZDA trki zaradi DUI in alkohola vsako leto povzročijo približno 45 milijard dolarjev škode. V nekaterih ameriških in nemških študijah so ravni BAC 0,01–0,03% napovedovale nižje tveganje trčenja kot BAC 0%, verjetno zaradi posebne previdnosti , medtem ko se zdi, da so BAC 0,08% ali več odgovorni za skoraj vse dodatne nesreče zaradi alkohola. Za BAC 0,15% je tveganje 25-krat.

#### Implicitno soglasje
Mnogi delodajalci ali poklici imajo svoja pravila in omejitve BAC; na primer ameriška zvezna uprava za železnice in zvezna uprava za letalstvo imata 0,04% omejitev za vlakovno osebje oziroma letalsko osebje. Nekatere velike korporacije imajo svoja pravila; na primer Union Pacific Railroad ima lastno mejo BAC 0,02%. če kršitev med naključnim preskusom ali preizkusom vzroka za primer - na primer po dežurni prometni nesreči - lahko povzroči prenehanje delovnega razmerja brez možnosti ponovnega imenovanja.

## Politike zaposlovanja
Mnogi delodajalci ali poklici imajo svoja pravila in omejitve vsebnosti alkohola v krvi(BAC); na primer ameriška zvezna uprava za železnice in zvezna uprava za letalstvo imata 0,04% omejitev za vlakovno osebje oziroma letalsko osebje. Nekatere velike korporacije imajo svoja pravila; na primer Union Pacific Railroad ima lastno mejo BAC 0,02%. Če je kršitev zaznana med naključnim testom ali preizkusom po prometni nesreči, to lahko povzroči odpoved delovnega razmerja brez možnosti ponovnega zaposlovanja.